# Scottsburg (Oregon)
Scottsburg az Amerikai Egyesült Államok északnyugati részén, Oregon állam Douglas megyéjében, az Oregon Route 38 és az Umpqua folyó mentén elhelyezkedő önkormányzat nélküli település.
Névadója Levi Scott. A helység az 1862-es áradást követően néptelenedett el.

## Nevezetes személy
- Janet J. McCoy, a Csendes-óceáni-szigetek főbiztosa[3]

## Fordítás
- Ez a szócikk részben vagy egészben  a   Scottsburg, Oregon című angol Wikipédia-szócikk ezen változatának fordításán alapul.  Az eredeti cikk szerkesztőit annak laptörténete sorolja fel. Ez a jelzés csupán a megfogalmazás eredetét és a szerzői jogokat jelzi, nem szolgál a cikkben szereplő információk forrásmegjelöléseként.